# Lothar Rendulic
Lothar Rendulic (Bécsújhely, 1887. november 23. – Eferding, 1971. január 18.) horvát származású katonatiszt aki az I. világháború idején az Osztrák–Magyar Monarchia hadseregben, a II. világháború alatt a német Wehrmachtban szolgált.

## Élete
Bécsújhelyen született, horvát nemzetiségű szülőktől. Apja, Lukas Rendulic ezredes volt az Osztrák-Magyar közös hadseregben.
Érettségiét követően Lothar jogot és politológiát tanult Bécs-ben és Lausanne-ben, majd 1907-ben beiratkozott a katonaakadémiára, amelyet 1910-ben végzett el hadnagyi rangban. Az I. világháborúban a fronton harcolt, majd a háborút követően ismét jogi tanulmányokat folytatott, 1920-ban doktorált. Belépett az újonnan megalakult osztrák hadseregbe, majd 1932-ben tagja lett az illegalitásban működő osztrák náci pártnak. 1934-től katonai attaséként szolgált Párizsban és Londonban, de 1936-ban fény derült arra, hogy a náci párt tagja, így "időlegesen inaktívnak" nyilvánították.
Az Anschlusst követően, 1938-ban Rendulicot visszahívták katonai szolgálatra. 1940-ig a 15. gyalogos hadosztály parancsnoka volt, majd 1940-től 1942-ig az 52. hadtest parancsnoka volt. '42-től 1943-ig a 35. hadtest fölött parancsnokolt, de 1943-ban visszahívták a frontról és tartalékba helyezték.
1944-ig a megszállt Jugoszláviában állomásozó 2. Páncélos Hadtest parancsnoka volt, ebben a tisztségében a jugoszláv partizánok elleni harcot irányította. Hitler parancsára kidolgozott egy tervet a partizánok fővezére, Josip Broz Tito elfogására, a május 23-án sorra kerülő Drvari rajtaütésben azonban Titónak sikerült legyőznie a német erőket.
Ezt követően Rendulicot 1944 júniusában kinevezték a Norvégiában és Finnországban állomásozó német csapatok főparancsnokává. A Lappföldi háború kitörése után elrendelte finn civilek túszul ejtését és felszólította a finn hadvezetést, hogy engedjék el a német hadifoglyokat, különben kivégezteti a túszul ejtett civileket. Hjalmar Siilasvuo tábornok azonban kijelentette, hogy amennyiben a túszoknak bántódása esik, agyonlöveti az összes foglyul ejtett német katonát, így Rendulic végül is elengedte a túszokat, bosszúból azonban elrendelte Rovaniemi város lerombolását és a felperzselt föld taktikájának alkalmazását, amelynek következtében több mint 100 000 lappföldi lakos volt kénytelen elhagyni lakóhelyét.
Röviddel ezután a keleti frontra vezényelték, ahol a prágai offenzíva idején a német védekező hadműveleteket vezette, végül is azonban május 7-én kapitulált az amerikai csapatok előtt. Ezt követően internálták, majd a nürnbergi perben bíróság elé állították és az 1947. július 8. – 1948. február 19. között tartott túszperben háborús bűnökért 20 év börtönre ítélték. Büntetését később tíz évre csökkentették, majd 1951-ben kiengedték a börtönből. Kiszabadulása után az ausztriai Eferdingbe költözött, itt is hunyt el 1971. január 18-án.